# Maldivia
Maldivia is een geslacht van kreeftachtigen uit de klasse van de Malacostraca (hogere kreeftachtigen).

## Soort
- Maldivia symbiotica Borradaile, 1902